# レオン・ワルラス
マリ・エスプリ・レオン・ワルラス（ヴァルラス、フランス語: Marie Esprit Léon Walras [valʁas]、1834年12月16日 - 1910年1月5日）は、フランス生まれの経済学者。スイスのローザンヌ・アカデミーで経済学の教鞭を執った。経済学的分析に数学的手法を積極的に活用し、一般均衡理論を最初に定式化し、ヨーゼフ・シュンペーターによって「すべての経済学者の中で最も偉大」と評された。生涯、労働者の貧困解決を課題とする社会主義者でもあった。

## 生涯
ワルラスは1834年、フランスのエヴルーに生まれた。エコール・ポリテクニークを受験するものの、最初は受験要件を満たせず、翌年は数学で失敗し、入学できなかった。やむなくパリ国立高等鉱業学校に入学したが、当時のこの学校の実学指向の強さを嫌い、文学に傾倒し、サンシモン主義者と交わったりして二年留年し、中退した。サンシモン主義者との交流や、父の影響で、土地国有化思想を身につけた。
その後、父のオーギュスト・ワルラスの説得を受け入れて、経済学研究を始めた。経済雑誌記者、鉄道会社の事務員等職を転々とし、レオン・セイ（ジャン＝バティスト・セイの孫、後財務大臣などを務める）と、協同組合割引銀行を設立しその理事となる。この事業は、ワルラスの反対にも拘わらず、消費協同組合に過剰融資を行い、行き詰まって倒産した。事後処理のために管財人の銀行に雇われ、その間にローザンヌで開かれた租税会議の論文コンクールに応募し、4位に入っている（この時の1位はプルードン）。
36歳の時、租税会議で彼に注目していたルショネーに誘われ、スイス、ヴォー州に完成したローザンヌ・アカデミー（後のローザンヌ大学）の新設に際して募集された経済学教授採用試験に応募した。その社会主義的主張に対する反対に対し、知名人二人と学問的寛容さを示したダメット教授、ルショネーの賛成を得て、4対3で辛うじて合格し、一年の仮採用の後、初代教授となった。
彼の理論は、記述言語としての数学の利用がよく理解されず、難解と思われ、その重要性は長い間認められなかった。彼自身、そのことはよく理解しており、友人に宛てた手紙の中でもそのことに触れている。自分の理論の広がりを喩えて、彼は友人に宛てた手紙でこのように語っている。
それでも彼の理論は、徐々に広がっていき、その死の直前には、最初の著作（『経済学と正義』）以来の研究50周年を1909年に祝われ、世界中の経済学者から感謝のメッセージを受けたのは、幸いであった。彼は1892年に教授職を退き、1910年、モントレーの近くのClarensで死去した。

## 思想・影響

### 父オーギュスト・ワルラスの影響

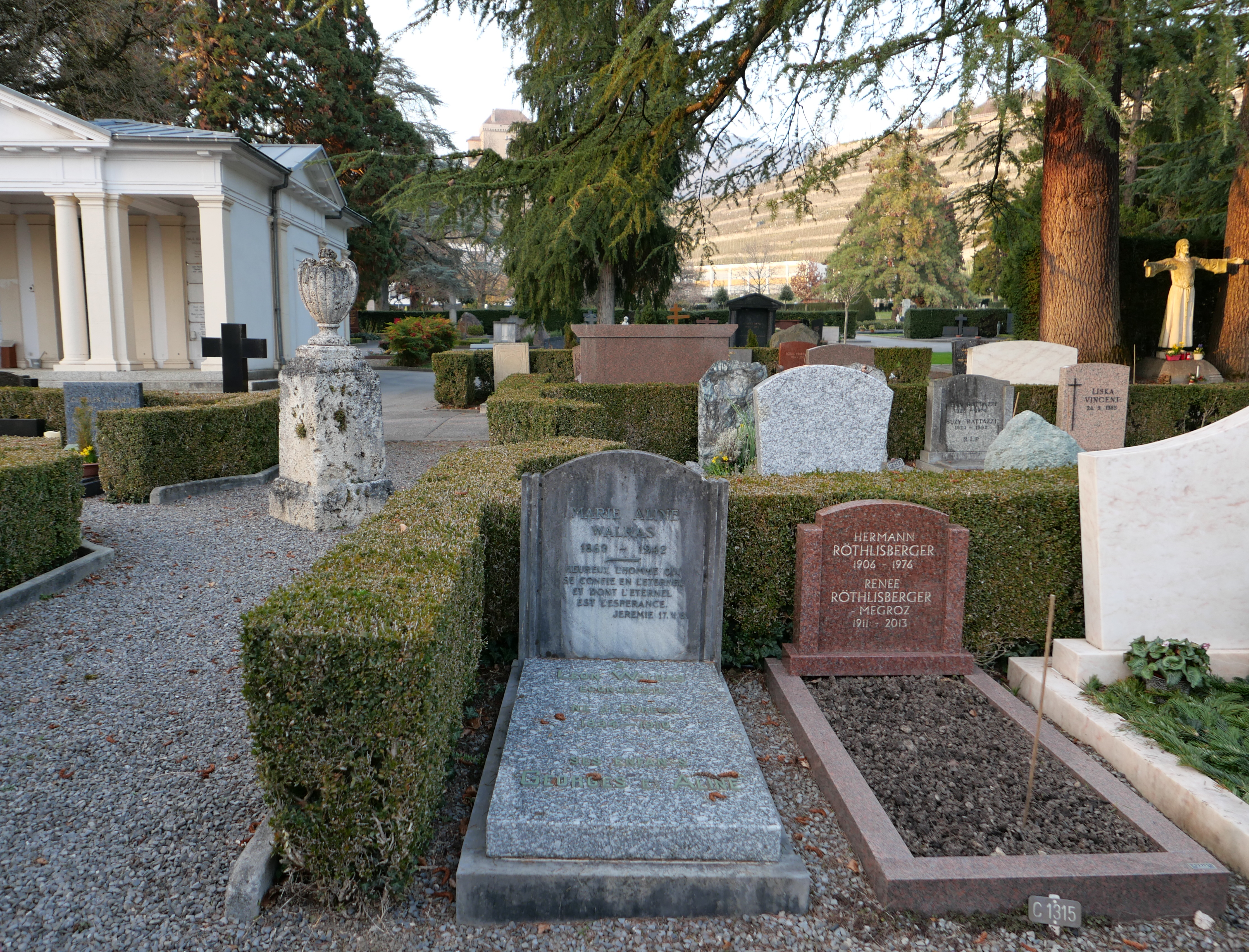
スイスのヴォー州クラレンスの墓地にあるワルラスとその娘マリー・アリーヌ（1869～1942）の墓。

父のオーギュスト・ワルラスは、元は法学者であったが、当時の価値論に不満を持ち、経済学研究を始めた。オーギュスト・ワルラスは、中学校の校長、その後視学官を務めており、職業的な経済学者ではなかった。しかし、レオン・ワルラスの自伝によれば、その経済思想は、息子に着想を与えるという点では、特に土地国有化論と共に、価値論について大きな影響を及ぼした。もっとも、人間の欲求の絶対量に対する財の稀少性に基づいて価値を規定するオーギュスト・ワルラスの概念は、レオン・ワルラスの稀少性概念とは相当に異なるので、息子は父の言葉だけを受け継ぎ、その概念は独自のものであると言える。
また、ワルラスは、社会改革の理想も父から受け継いだ。レオン・ワルラスは、土地の国有化をオーギュストから受け継いで提唱した。その要点は次の通りである。社会が進歩するにつれて、資本蓄積が進行し、人口は増加していく。しかし、土地の存在量は事実上固定されているので、社会発展と共に地価は常に上昇していく。そして、私有財産制の下では、その収益は土地の所有者である地主に帰する。しかし、それは地主の活動によるものではなく、いわば社会の発展の成果を地主が独占することを意味する。一方、労働の成果は労働をした個人に帰するべきものであるから、賃金・俸給に対する課税は、個人の権利を侵害することになる。それでも、個人を超えた別個の存在としての国家或いは社会は、その活動のための収入を必要とする。ワルラス父子は、土地は自然からすべての人間に与えられたものであるから、社会が必要とする経費は地代収入によって賄うべきであり、それによって国家は個人の権利を侵害する課税の必要がなくなると論じた。もっとも、私有財産である土地を無償で権力的に取り上げることはできないので、ある種の債券を対価として発行することで、土地を国有化することを提案している。しかし、それも現実には不可能であるという結論に至っている。

### 数学の導入
オーギュスト・ワルラスのエコール・ノルマル・シュペリウールでの学生時代の友人アントワーヌ・オーギュスタン・クールノーは、経済学への数学の導入について、レオン・ワルラスに大きな影響を与えた。また、A・N・イスナールからの影響も指摘されている。レオン・ワルラスの数学的手法やフランス的合理主義は、クールノーから学んだものである。クールノーは、生産量は需要、価格、費用に関係するという関数を考案したほか、独占的競争から出発して、市場参加者の数を増やしていき、一般的競争市場の理論に行き着こうとした。これに対して、ワルラスは、絶対的自由競争という理念型の下での一般的市場競争から出発し、特殊なケースに進むべきであると主著では主張している。
小室直樹によれば、その後の数理経済学に絶大な影響を与えたワルラスだが、本人はそれほど数学が得意でなかったとしている。実際、ワルラスが経済学に導入した数学は、計算のためというよりは記述言語として使われており、連立方程式の数と未知数の数が一致することを示すことで、たいていの場合は解が存在する、ということに留まる。逆に、この壮大なモデルの穴を埋めていくことが、その後の経済学者の関心を引いたと言える。

### 限界革命
レオン・ワルラスは、ウィリアム・スタンレー・ジェヴォンズやカール・メンガーと並んで限界革命を導いた理論家の一人に数えられる。この二人には、主著初版の発刊時期でこそ後れを取っているものの、二人とは独立して独自に理論形成を行った。『純粋経済学要論』の主要な内容は、『社会的富の数学的理論」で同時期に示されている。ジェヴォンズとは、頻繁に書簡を通じてのやり取りがあり、そこから二人は共に、ヘルマン・ハインリヒ・ゴッセンの理論を先駆者として認めている。アルフレッド・マーシャル、メンガーとも文通交流はあるものの、それ程活発とは言えない。特にメンガーは経済学の数学的定式化に懐疑的であったし、また均衡点の分析よりも均衡に至る過程を重視していたので、ワルラスとの文通も活発にはならなかった。

### 一般均衡理論

Théorie mathématique de la richesse sociale, 1883

彼の最大の著作である『純粋経済学要論』(Eléments d'économie politique pure, ou théorie de la richesse sociale)は1874年に上巻が、1877年に下巻が出版された。この著作によってワルラスは、一般均衡理論の父と考えられている。ワルラスはその経済学大系（l'économie politique et sociale)を、三分する。それは三層に分かれる。現実の本質的な部分を抽出して再構成した（真理を示す）理論経済学を土台として、その論理的成果を利用して人々の経済的厚生を高める（効用を問題とする）応用経済学、更には人と人の関係を問題とする（正義に関わる）社会経済学である。特に理論経済学の最大の目的は、自由競争が適用されるべき範囲を画定することだと言ってもよい。当時のセーの流れを汲む正統派経済学者たち（同時に教条的自由放任主義者と言ってもよい）が、根拠を示すことなく、あらゆる側面で自由放任主義を唱えることを強く批判している。そこでワルラスが考える完全競争ではすべての市場で需給を一致させる競争均衡価格が実現する。
ワルラスの一般均衡理論は、ローザンヌ大学時代の弟子であるヴィルフレート・パレートを中心とするグループ（ローザンヌ学派）によって継承され、よく知られるようになった。後にワシリー・レオンチェフによって実際の経済に適用する道が開かれた。
ジョン・メイナード・ケインズはワルラスの一般均衡理論で想定されている経済が現実の市場と大きく乖離していることを強く批判し、ワルラス流の価格決定モデルは非現実的であると述べた。この批判は、ワルラス自身の方法論からいえば、それは問題が違う、ということになる。他方、「新しい古典派」の理論家たちはケインズを異端と見なし、ワルラスの一般均衡理論を再評価する。

## 著作
- Francis Sauveur, 1858. - 経済学研究に転じる前に書いた小説
- "De la propriété intellectuelle", Journal des économistes, 1859.
- L'Économie politique et la justice, examen critique et réfutation des doctrines économiques de M. P. J. Proudhon précédé d'une introduction à l'étude de la question sociale, 1860.
- "Paradoxes économiques", Journal des économistes, 1860.
- Théorie critique de l’impôt, 1861.
- De l’impôt dans le Canton de Vaud, 1861.
- Les Associations populaires de consommation, de production et de crédit, 1865.
- Les Obligations populaires, 1866. - Léon Sayとの共著
- "La Bourse et le crédit", Paris Guide, 1867.
- Recherche de l’idéal social, 1868.
- Théorie mathématique du prix des terres et de leur rachat par l'État, 187-?
- "Principe d’une théorie mathématique de l'échange", Journal des économistes, 1874.
- Éléments d’économie politique pure, ou théorie de la richesse sociale, 1874.
- "Correspondance entre M. Jevons, professeur à Manchester, et M. Walras, professeur à Lausanne", Journal des économistes, 1874.
- Théorie mathématique du bimétallisme, 1881.
- De la Fixité de valeur de l'étalon monétaire, 1882.
- Théorie mathématique de la richesse sociale, 1883.
- Monnaie d'or avec billon d'argent régulateur, 1884.
- D'une méthode de régularisation de la variation de valeur de la monnaie, 1885.
- Théorie de la monnaie, 1886.
- De l'échange de plusieurs marchandises entre elles, 1891.
- Théorie géométrique de la détermination des prix, 1892.
- Notice autobiographique de Léon Walras, 1893.
- Appendices aux éléments d'économie politique pure, 1896.
- Études d’économie sociale. Théorie de la répartition de la richesse sociale, 1896.
- Études d’économie politique appliquée. Théorie de la production de la richesse sociale, 1898.
- "Théorie du crédit", Revue d’économie politique, 1898.
- Sur les équations de la circulation, 1899.
- "Cournot et l’économique mathématique", Gazette de Lausanne, 1905. * "La Paix par la justice sociale et le libre-échange", Questions pratiques de législation ouvrière, 1907.
- "Un initiateur en économie politique d'A. A. Walras", Revue du mois, 1908.
- "Économique et mécanique", Bulletin de la Societe vaudoise de sciences naturelles, 1909.
- Œuvres économique complètes. , 1987-2005.

### 日本語訳
- 早川三代治訳『レオン・ワルラアス純粋經濟學入門』日本評論社、1931年
- 手塚壽郎訳『純粹経済学要論』森山書店、1933年。岩波文庫、1953年
- 東亜研究所訳編『イギリス地代論ノ解説ト批評』1939年
- 王作栄訳『理論経済学要義』台湾銀行経済研究室（台北）、1966年
- 久武雅夫訳『純粋経済学要論--社会的富の理論』岩波書店、1983年
- 柏崎利之輔訳『社会的富の数学的理論』日本経済評論社、1984年
- 御崎加代子訳『レオン・ワルラス自伝資料』一橋大学社会科学古典資料センター Study series  no.25、1991年
- 佐藤茂行訳『社会的富の理論・経済学の基本原理の要約』北海道大学経済学部、1995年
- 御崎加代子訳「ワルラス自伝ノート」「リュショネと科学的社会主義」『ワルラスの経済思想－一般均衡理論の社会ヴィジョン』名古屋大学出版会、1998年
- 御崎加代子・山下博　訳『ワルラス　社会経済研究』日本経済評論社、2023年

## 関連文献
- 安井琢磨「ワルラスをめぐって」、『安井琢磨著作集』第1巻、1970年
- 佐藤茂行「レオン・ワルラスのプルードン批判について」北海道大學 經濟學研究, 22(1), 53-102,1972年
- 柏崎利之輔『ワルラス』日本経済新聞社、1977年
- 森嶋通夫『ワルラスの経済学』東洋経済新報社、1983年
- 根岸隆『ワルラス経済学入門--『純粋経済学要論』を読む』岩波書店、1985年
- 御崎加代子『ワルラスの経済思想--一般均衡理論の社会ヴィジョン』名古屋大学出版会、1998年
- 丸山徹『ワルラスの肖像』 勁草書房、2008年
- 御崎加代子「訳者解説」『ワルラス　社会経済学研究』日本経済評論社、2023年